# مستقل (حسوب)
منصة مستقل للعمل الحر هو موقع الكتروني للعمل الحر والمستقلين تم تطويره من شركة حسوب والذي يهدف من خلاله يتم وصل الشركات وأصحاب المشاريع بأفضل المستقلين المحترفين لمساعدتهم على تنفيذ أفكارهم ومشاريعهم، وبنفس الوقت يتيح للمستقلين مكانا لإيجاد مشاريع يعملون عليها ويكسبون من خلالها. بحيث يكون موقع مستقل وسيط بين الطرفين إلى أن يتم تسليم العمل كامل، على نهج الموقع السابق والأول لشركة حسوب المعروف باسم خمسات.